# 経世済民の男
『経世済民の男』（けいせいさいみんのおとこ）は、NHK「放送90年ドラマ」としてNHK総合で2015年8月22日から9月19日まで毎週土曜日21:00 - 22:00に放送された3部作のテレビドラマである。

## 概要
NHK（ラジオ）の放送開始から90年が経つことを記念して、日本を代表する経済人3名、第1作では大蔵大臣を歴任し日本経済の礎を築いた高橋是清、第2作では阪急電鉄や宝塚歌劇団など阪急東宝グループを創設した小林一三、第3作では東邦電力などの経営で「電力王」「電力の鬼」と呼ばれ、戦後は電力事業の再編に尽力した松永安左ェ門が描かれる。主演は第1作から順に、オダギリジョー、阿部サダヲ、吉田鋼太郎が務めた。
またこの3作は、いずれも2015年に放送開始90周年を迎えた全国3大都市の放送局（NHK放送センター、NHK大阪放送局、NHK名古屋放送局）がそれぞれ1作品ずつ主導制作した。
東京ドラマアウォード 2016・作品賞（単発ドラマ部門）優秀賞を受賞。

## 放送日程
| 部 | タイトル                                    | 放送日        | 脚本           | 演出     | 制作局       |
| -- | ------------------------------------------- | ------------- | -------------- | -------- | ------------ |
| 1  | 経世済民の男 高橋是清                       | 2015年8月22日 | ジェームス三木 | 田中健二 | 東京         |
| 1  | 経世済民の男 高橋是清                       | 8月29日       | ジェームス三木 | 田中健二 | 東京         |
| 2  | 経世済民の男 小林一三                       | 9月05日       | 森下佳子       | 梛川善郎 | 大阪放送局   |
| 2  | 経世済民の男 小林一三                       | 9月12日       | 森下佳子       | 梛川善郎 | 大阪放送局   |
| 3  | 経世済民の男 鬼と呼ばれた男〜松永安左エ門〜 | 9月19日       | 池端俊策       | 柴田岳志 | 名古屋放送局 |

## 『経世済民の男 高橋是清』
あらすじ

登場人物
- 高橋是清 - オダギリジョー
- 森有礼 - 谷原章介
- 高橋品子 - ミムラ
- 小島信吾 - 風間俊介
- お君 - 壇蜜
- 辰野金吾 - 林遣都
- 前田正名 - 藤本隆宏
- 柏屋の仲居 - 岡本玲
- かね - 松浦雅
- かね（幼少期） - 濱田ここね
- お柳 - 柳ゆり菜
- 友常典膳 - 苅谷俊介
- 農商務省工務局長 - 本田博太郎
- 米国日本公使 - 小宮孝泰
- 白木随行員 - 小林正寛
- 紺野随行員 - 石田佳央
- 儒学者- 三又又三
- 福地桜痴 - ダンカン
- 南校教官 - 武田鉄矢
- 高橋喜代 - 草笛光子
- 深井英五 - 松本利夫（EXILE）
- ケイコ - 松岡茉優
- 桂太郎 - 風間トオル
- 原敬 - 堀内正美
- 田中義一 - 大友康平
- 井上馨 - 笹野高史
- 犬養毅 - 舘ひろし
- アラン・シャンド - イアン・ムーア
- ジェイコブ・シフ - クリストファー・バッティン

スタッフ
- 脚本 - ジェームス三木
- 音楽 - 佐藤直紀
- 経済・金融考証 - 鎮目雅人
- 時代考証 - 柴田紳一
- 風俗考証 - 天野隆子
- 所作考証 - 橘芳慧
- 邦楽指導 - 本條秀太郎
- 英語指導 - 塩屋孔章
- ダンス指導 - 松村有希子
- 書道指導 - 望月暁云
- 米相場指導 - 島実蔵
- 薩摩ことば指導 - 西田聖志郎
- 唐津ことば指導 - 西山水木
- タイトル制作 - TAKCOM
- 撮影協力 - 日本銀行、福島県、京都府、千葉県香取市、いばらきフィルムコミッション、山形フィルム・コミッション、栃木県フィルムコミッション、とちぎフィルム応援団、横浜フィルムコミッション
- 取材協力 - 五味篤
- 制作統括 - 山本敏彦
- 演出 - 田中健二

## 『経世済民の男 小林一三』
キャスト・スタッフの出典：
あらすじ

登場人物
- 小林一三 - 阿部サダヲ
- 岩下清周 - 奥田瑛二
- 丹羽 / 小林コウ - 瀧本美織
- 平賀敏 - 矢島健一
- 小林富佐雄（語り） - 井上芳雄
- 高橋義雄 - 草刈正雄
- 藤田伝三郎 - 麿赤兒
- 栄田 - 星田英利
- 企画院官僚 - 大東駿介
- 兵頭トミ - 河東けい
- 鳥井春子 - 星南のぞみ
- 宝塚歌劇団団員 - 希沙薫、極美慎、きらり杏、蓮月りらん、碧海さりお、颯香凜、彩園ひな、麻倉しずく、星蘭ひとみ、鷹翔千空、真名瀬みら、惟吹優羽、水音志保、花城さあや

スタッフ
- 脚本 - 森下佳子
- 音楽 - 金子隆博
- 経済考証 - 阿部武司
- 風俗考証 - 天野隆子
- 政治史考証 - 井上寿一
- 医事考証 - 田口鐵男
- 所作指導 - 若柳左千代
- 芸妓指導 - 長尾多栄
- 車掌業務指導 - 小西要、小西宏
- 銀行業務指導 - 粟津唯夫
- 義太夫指導 - 豊竹英大夫
- 書道指導 - 望月暁云
- 宝塚歌劇指導 - 中村暁
- 振付 - 山村友五郎、AYAKO
- 歌唱指導 - 蔡旭心
- 茶道指導 - 貫名義隆
- 大阪ことば指導 - 一木美貴子
- タイトル映像 - TAKCOM
- 特殊メイク - 江川悦子
- 撮影協力 - 阪急文化財団、下関フィルム・コミッション、北九州フィルムコミッション、滋賀ロケーションオフィス、神戸フィルムオフィス
- 制作統括 - 岡本幸江
- 演出 - 梛川善郎

協力
- 北九州フィルム・コミッション（北九州市・撮影協力）

## 『経世済民の男 鬼と呼ばれた男〜松永安左ェ門〜』
キャスト・スタッフの出典：
あらすじ

登場人物
- 松永安左エ門 - 吉田鋼太郎
- 松永一子 - 伊藤蘭
- 中村博吉 - 萩原聖人
- 三鬼隆 - 國村隼
- 水野成夫 - うじきつよし
- 工藤昭四郎 - 国広富之
- 小池隆一 - 岩松了
- 小室恒夫 - 佃典彦
- 吉田茂 - 伊東四朗
- 池田勇人 - 高嶋政伸
- 白洲次郎 - 高川裕也
- 近衛文麿 - 利重剛
- 東条英機 - 大竹まこと
- 大西英一 - 藤木孝
- 池田成彬 - 宝田明
- 河村春男 - 山田純大
- ヒナ子 - 安藤玉恵
- ロームス - パトリック・ハーラン
- 国安卯一 - 吉見一豊
- 佐藤留吉 - 串田和美

スタッフ
- 脚本 - 池端俊策
- 音楽 - 清水靖晃
- 題字 - 金澤翔子
- 風俗考証 - 天野隆子
- 茶道指導 - 小澤宗誠
- 所作指導 - 西川千雄
- 英語指導 - アレクサンダー・クレメンス
- 大分ことば指導 - かきつばたアヒル
- 長崎ことば指導 - 橋本もぐら
- テニス指導 - 小西一三
- 特殊メイク - 江川悦子
- 脚本協力 - 岩本真耶
- タイトル映像 - TAKCOM
- 撮影協力 - 愛知県、愛知県東浦町、岐阜県明智町、なごや・ロケーション・ナビ、岐阜フィルムコミッション、桑名フィルムコミッション、滋賀ロケーションオフィス
- 取材協力 - 松永安一郎、小田原市郷土文化館、電力中央研究所、壱岐市松永記念館
- 資料提供 - 米国公文書館、菊武学園、英王立戦争博物館、DANIEL A.MCGOVERN ARCHIVES
- 制作統括 - 青木信也
- 演出 - 柴田岳志

## 関連商品

### CD
- NHK放送90年ドラマ「経世済民の男 高橋是清」オリジナルサウンドトラック（2015年9月2日、スザクミュージック、NGCS-1057）
- NHK放送90年ドラマ「経世済民の男 小林一三」オリジナルサウンドトラック（2015年9月12日、ゴールデン・キッズ、GOLD-2003）

### DVD
- 経世済民の男 高橋是清（2016年1月29日、NHKエンタープライズ、NSDS-21308）
- 経世済民の男 小林一三（2016年1月29日、NHKエンタープライズ、NSDS-21309）
- 経世済民の男 鬼と呼ばれた男〜松永安左ェ門〜（2016年1月29日、NHKエンタープライズ、NSDS-21310）
- 経世済民の男 DVD-BOX（2016年1月29日、NHKエンタープライズ、NSDX-21311）